# Polster-Segge
Die Polster-Segge (Carex firma) ist eine in den alpinen Rasen über kalkhaltigem Gestein bestandsbildende Pflanzenart aus der Familie der Sauergrasgewächse (Cyperaceae). Bei der Polster-Segge handelt es sich um eine kälte- und windharte Pionierpflanze.
Das botanische Artepitheton firma „fest“ bezieht sich auf den dichten, festen Wuchs der Pflanze.

## Beschreibung

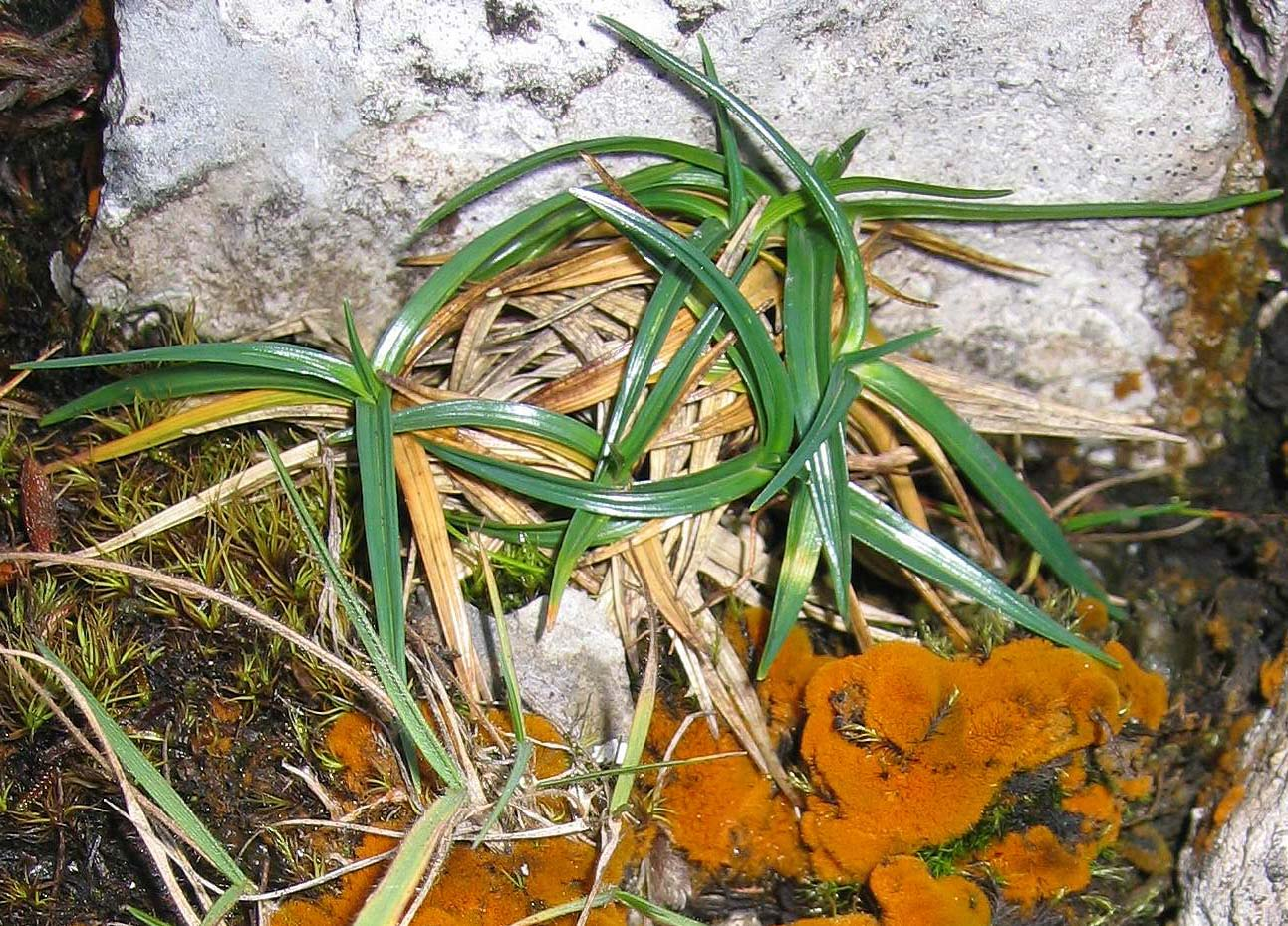
Die Laubblätter von Carex firma sind deutlich dreizeilig angeordnet, wie es für Sauergräser typisch ist. Orange die freilebende Goldalge Trentepohlia aurea

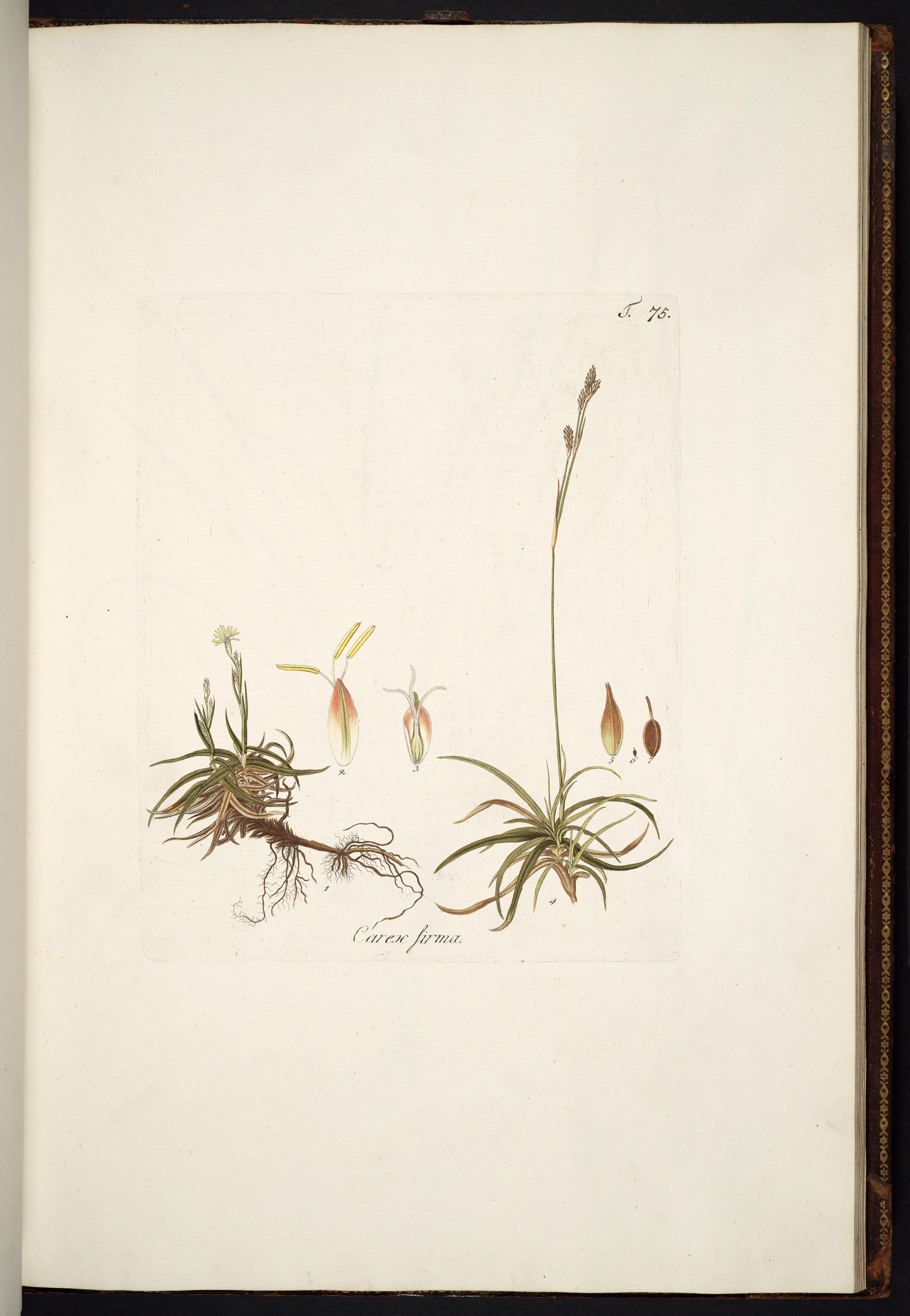
Illustration

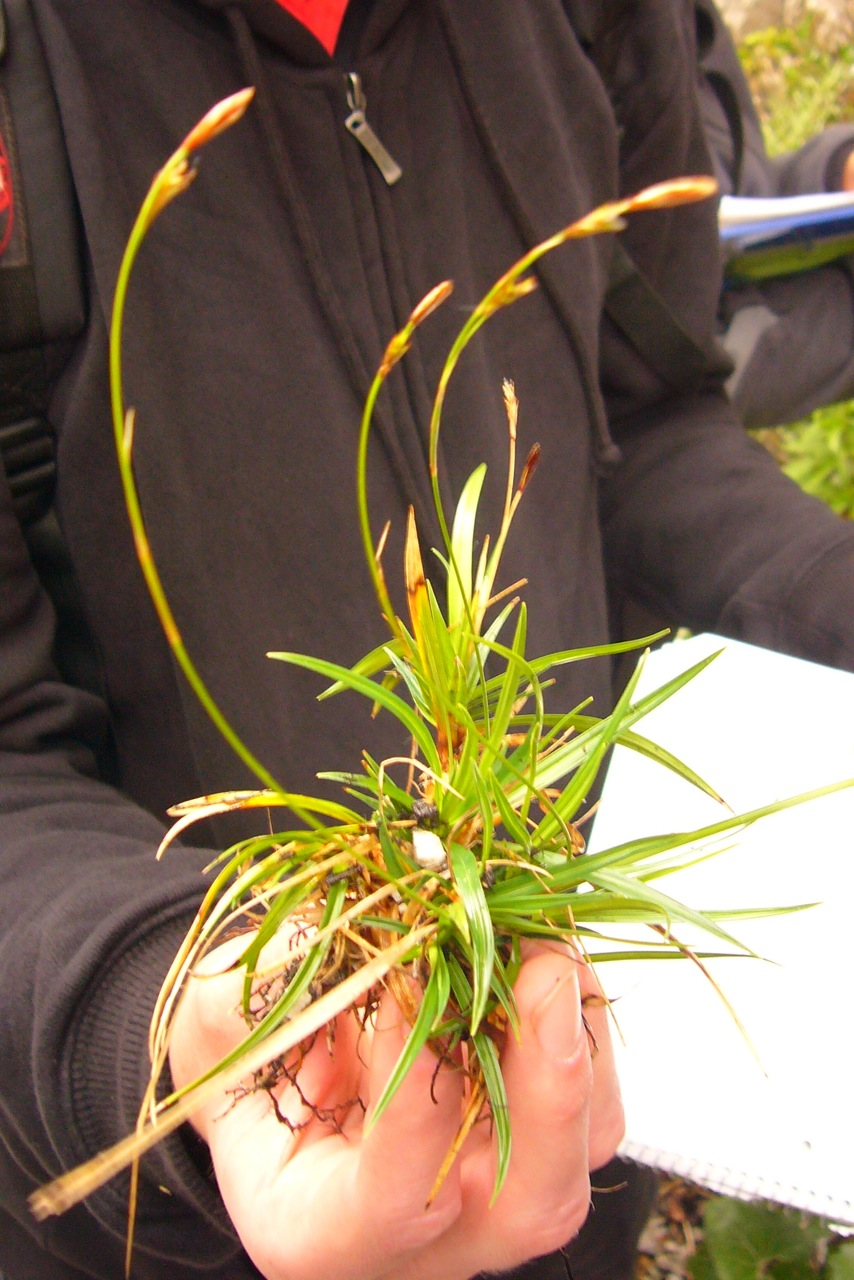
Habitus

### Vegetative Merkmale
Die Polster-Segge wächst als ausdauernde krautige Pflanze und erreicht Wuchshöhen von 5 bis 20, selten bis zu 30 Zentimetern. Sie bildet bis zu 30 Zentimeter breite, dichte Polster. Die aufrechten Halme sind stumpf dreikantig, und länger als die Laubblätter (mindestens doppelt so lang), womit sie die diese weit überragen; oben sind sie oft etwas überbogen und nur am Grund beblättert.
Die rosettigen Laubblätter sind weit abstehend und oft waagrecht am Boden ausgebreitet. Die immergrünen Blätter liegen dreizeilartig übereinander und schützen dadurch die jungen Sprosse an der Basis. Die gelben Blattscheiden sind nicht zerfasert und bleiben viele Jahre erhalten. Die dunkelgrünen, steifen Laubblätter sind meist bis 5 Zentimeter lang (kürzer als 8 Zentimeter) und 2 bis 3, selten bis zu 4 Millimeter breit. Höchstens an schattigen, etwas (luft)feuchten Standorten werden diese bis 10 Zentimeter lang. Die Spreite ist vom Grund an gleichmäßig zur Spitze hin verschmälert (dreieckig-linealisch).

### Generative Merkmale
Die Blütezeit reicht von Juni bis August. Die Polster-Segge ist einhäusig getrenntgeschlechtig (monözisch). Jeder Blütenstand enthält ein bis drei weibliche, kurz gestielte Ähren und nur eine endständige männliche Ähre. Das männliche Ährchen ist nicht über 10 Millimeter lang und oft nickend. Die weiblichen Ährchen sind 5 bis 10 Millimeter lang sowie 3 bis 4 Millimeter breit und enthalten drei bis acht Blüten. Die Spelzen sind eiförmig, braun mit grünem, zuletzt hellbraunem Mittelstreifen und weißhäutigen Rändern. Bei den weiblichen Blüten sind drei Narben vorhanden. Die Fruchtschläuche sind bei einer Länge von 3,5 bis 4,5, selten bis zu 5 Millimetern sowie einer Breite von bis zu 1,5 Millimetern lanzettlich, braun und am Rand mehr oder minder rau; sie sind nach oben in den am Rand borstig bewimperten Schnabel verschmälert.
Die Frucht ist eiförmig und braun.
Die Chromosomenzahl beträgt 2n = 34, selten 68.

## Ökologie
Die Polster-Segge fasst überall dort Fuß, wo horizontale Flächen existieren, und überzieht diese oft in fast reinen Beständen. So bildet sich in steilen Hängen oft ein typischer Treppenrasen. Die Polster-Segge wurzelt nur oberflächlich, wodurch sich leicht ganze Polster ablösen können. Da die Polster aber viel breiter als hoch sind, haben sie trotzdem einen guten Halt. Für Bergsteiger und Kletterer sind diese trügerischen Trittstufen nur mit großer Vorsicht besteigbar.
Im Kalkschutt stabilisiert der Schuttstauer mit den festen Horsten das bewegliche Material. In ihrem Schutz können sich dann weitere, weniger spezialisierte Pflanzen ansiedeln.
An den ausgesetzten, sonnigen Standorten findet ein starker Wechsel zwischen Frost und Erwärmung statt. Dies unterstützt eine frühe Verfestigung des Gewebes und verzögert die Verrottung. Selbst abgestorbene Teile können daher noch größere Mengen Wasser speichern. Die Polster durchzieht ein aus abgestorbenen Pflanzenteilen entstandener Eigenhumus, der wie ein Schwamm zusätzlich Feuchtigkeit speichern kann.
Die Polster-Segge bietet kein Viehfutter und dient höchstens als sehr dürftige Ziegenweide.

## Vorkommen
Die Polster-Segge ist ein mittel- bis südeuropäisches Florenelement und kommt in den Alpen, dem Apennin und den Karpaten vor.
In Österreich ist die Polstersegge häufig in allen Bundesländern außer Burgenland und Wien von der obermontanen bis alpinen Höhenstufe. In der Schweiz kommt sie in der Alpenregion bis zum Alpenrand des Mittellandes vor. In Deutschland tritt sie nur im Süden Bayerns auf. Sie steigt am Piz Nair in Graubünden bis eine Höhenlage von 2970 Meter auf.

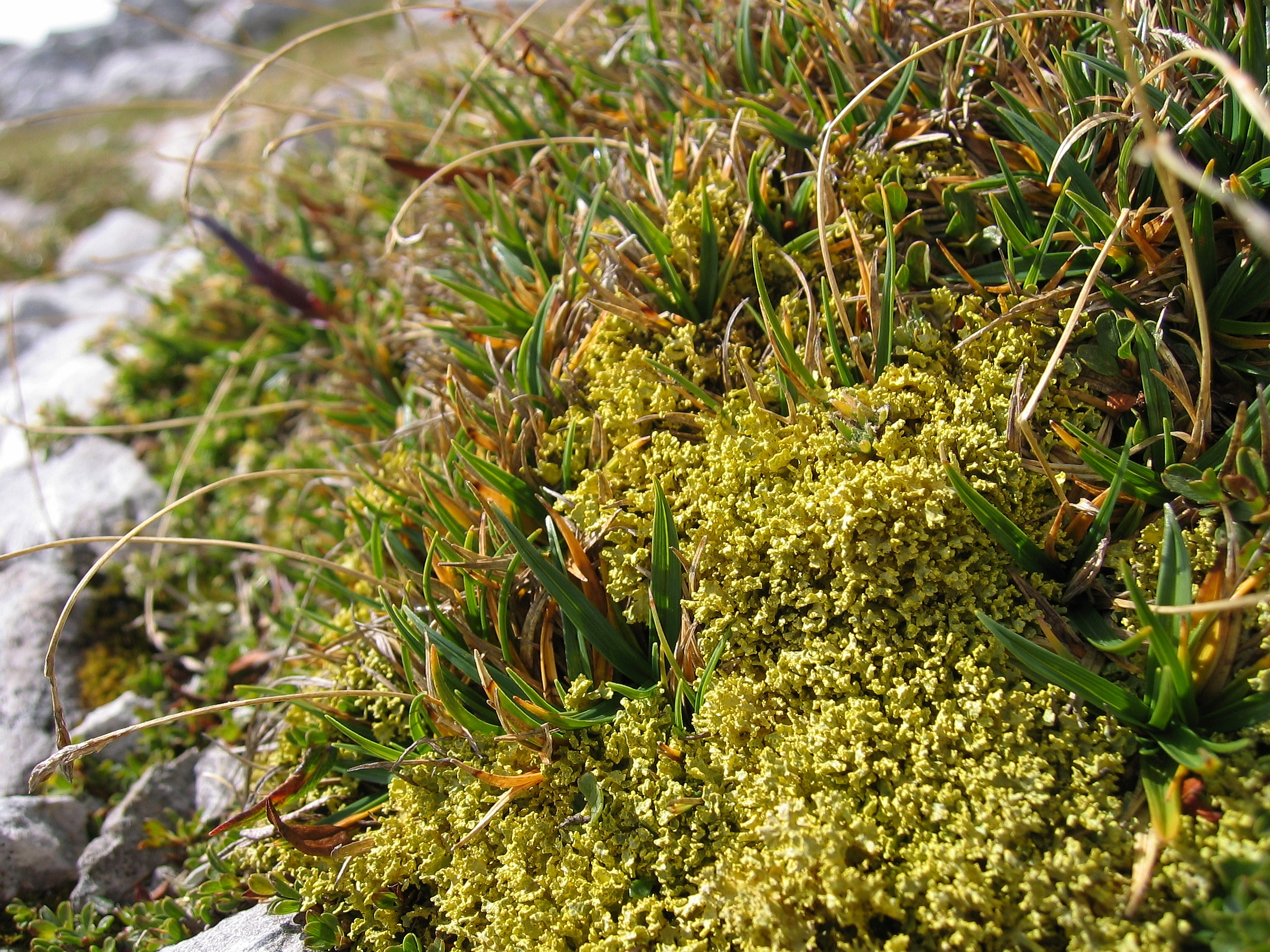
Die Flechte Cetraria tilesii gedeiht im dichten Polsterseggenrasen (Caricetum firmae)

Standort dieser kalksteten Pflanzenart sind oft windexponierte flachgründige Kalk-Magerrasen und Felsfluren.
Sie ist die namengebende Charakterart der Assoziation Caricetum firmae („Firmetum“), auf Deutsch Polsterseggenrasen. Diese Pflanzengesellschaft gedeiht vor allem in der alpinen Höhenstufe und reicht bis Höhenlagen gegen 3000 Meter. Neben der Polster-Segge selbst sind im Firmetum folgende Arten typisch: Weiße Silberwurz (Dryas octopetala), Zwergstendel (Chamorchis alpina), Stängelloses Leimkraut (Silene acaulis), Aurikel (Primula auricula) oder die gelbe Strauchflechte Cetraria tilesii. In den Allgäuer Alpen kommt sie relativ tief im Tiroler Teil in einem lichten Kiefernwald links des Lechs zwischen Stanzach und Weißenbach bei 1100 Metern Meereshöhe vor.
Carex firma erträgt sehr gut sowohl Wind und Trockenheit als auch Schnee und Sickerwasser. Wichtig ist der unmittelbare Kontakt der Wurzeln zum Kalksubstrat. Der Boden ist nie sehr mächtig und liegt als schwarze Pechrendzina direkt dem Felsuntergrund auf. Der Gehalt an Calciumcarbonat (CaCO3) (30 bis 90 %) und der pH-Wert (6,5 bis 7,2) ist hierbei sehr hoch, der Humusgehalt hingegen niedrig (22 %).
Die ökologischen Zeigerwerte nach Landolt et al. 2010 sind in der Schweiz: Feuchtezahl F = 2 (mäßig trocken), Lichtzahl L = 5 (sehr hell), Reaktionszahl R = 5 (basisch), Temperaturzahl T = 1+ (unter-alpin, supra-subalpin und ober-subalpin), Nährstoffzahl N = 1 (sehr nährstoffarm), Kontinentalitätszahl K = 5 (kontinental).

## Taxonomie
Die Erstveröffentlichung von Carex firma erfolgte 1797 durch Mygind in Nicolaus Thomas Host: Synopsis Plantarum in Austria provinciisque adjacentibus sponte crescentium, Seite 509. Synonyme für Carex firma Mygind ex Host sind:  Carex ferruginea var. firma (Mygind ex Host) Bolzon, Carex sempervirens subsp. firma (Mygind ex Host) Bonnier & Layens, Carex firma var. longipedunculata Hausskn., Carex firma var. rhizogyna Gaudin, Carex strigosa Suter ex Boott nom. illeg.